# 玄向寺前駅
玄向寺前駅（げんこうじまええき）はかつて長野県松本市にあった松本電気鉄道浅間線の停留所。同線の廃線により廃止された。
併用軌道上の停留所で、場所は現在の南浅間バス停付近であった。

## 歴史
- 1924年4月19日 - 筑摩電気鉄道による浅間線の全線開通と同時に開業。
- 1932年12月2日 - 松本電気鉄道に社名変更。同社の駅となる。
- 1964年4月1日 - 浅間線の廃線に伴い廃駅。

## 電停周辺
- 国道143号
- 玄向寺（玄向寺前といっても東へ1km程先にある、これは周りが田畑で囲まれていた為であり、目印がなかったのでこの名前となった。）

## 隣の駅
松本電気鉄道
浅間線
自動車学校前駅 - 玄向寺前駅 - 運動場前駅